# Strigăt în timpan
Strigăt în timpan este un film românesc din 1993 regizat de Alexandru Solomon, Radu Igazsag.

## Distribuție
Distribuția filmului este alcătuită din:
- Marius Stănescu — lectura textului